# 第4回ジャパンカップ
1984年11月25日に施行された第4回ジャパンカップについて記述する。
- 馬齢は全て旧表記を用いる。

## 競走施行時の状況

### 日本馬
休養中であった三冠馬ミスターシービーが秋から戦列復帰し、2戦目の天皇賞・秋を1番人気で快勝しジャパンカップに駒を進めた。
当初は菊花賞をスキップしてジャパンカップに行くとの噂もあった二冠馬シンボリルドルフは菊花賞を勝利し三冠馬となり、中1週というローテーションで参戦を表明した。
シンザン以来20年来なかった三冠馬2頭が出走するということで日本馬初のジャパンカップ制覇に大きな期待がかかった。当時珍しかったパドックの横断幕には「最強コンビ1-7一点日本の夢」とあった。
天皇賞で敗れこの年に新設されたマイルチャンピオンシップに行くと表明していた宝塚記念優勝馬カツラギエースもジャパンカップに廻ることとなった。
また、この年の古馬路線は天皇賞・春で上位を占めたモンテファスト、ミサキネバアー、ホリスキー、京都大賞典優勝のスズカコバン、前年の大井競馬の三冠馬サンオーイが天皇賞で着外に敗れ、前年の有馬記念と先の天皇賞で2着のテュデナムキングはまたも故障で休養のため回避。天皇賞4着のトウショウペガサスは条件馬のため適距離のマイルチャンピオンシップとジャパンカップの両方を回避しダービー卿チャレンジトロフィー (GIII)へ向かった。日本馬の出走頭数が揃わない危惧もあり、中央競馬会の熱心な呼びかけに桜花賞優勝などこの年の4歳牝馬路線を引っ張ったダイアナソロンが要請に応じる形で出走を表明した。
地方からは東海公営のリュウズイショウが選出されたが出走を辞退。チュウオーリーガルが追加で招待されたが、レース直前の東京競馬場で最終調整中に管骨を骨折し、出走を取りやめている。よってこの年はNAR所属馬は出走していない。
これらの要因もあり、この年のジャパンカップの日本馬の出走頭数は、歴代最少の4頭のみとなった。

### 外国馬
この年からブリーダーズカップが開催され、欧米の有力馬はその競走に出走するようになる。その状況で考えるのであれば、欧米有力G1競走優勝経験馬が揃いなかなか強力な布陣となった。
外国馬は北米からアメリカ2頭、カナダ1頭、ヨーロッパからはイギリス、西ドイツ、イタリア、フランスが各1頭、オセアニアからはオーストラリア2頭、ニュージーランド1頭が招待された。オーストラリアからは初の参加となった。
ニュージーランドからは当初はリブリッチが参戦を表明していたが、故障で回避。主にハンデキャップ戦で活躍していたキーウイが来日した。
オーストラリアはトリッサロが代表馬に決まったが当地で出走停止となり、クラシック路線で活躍したバウンティーホークが来日した。また、ヨーロッパ枠で代表に選出されていたバーデン大賞優勝馬で凱旋門賞5着、ブリーダーズカップターフ4着のストロベリーロードがオーストラリア代表に変更された。
カナダからは年度代表馬のトラベリングビクターが選出されていたが回避し、牝馬ながらクラシックのブリーダーズステークス優勝馬バウンティングアウエイが来日。
アメリカからはマンハッタンハンデキャップ(G1)の優勝馬で北米芝で路線では常に上位を占めていたウインと、前々年の補欠馬で3年連続G1を勝ち直前のブリーダーズカップターフでは6着に敗れたマジェスティーズプリンスが来日。
イギリスからはセントレジャーステークス優勝馬のコマンチランが回避し、せん馬のため国内でG2までの重賞しか出られないものの11戦9勝のベッドタイムが来日した。
フランスは前年好走したエスプリデュノールが凱旋門賞4着の後来日。西ドイツのカイザーシュルテンはオイロパ賞2着くらいしか好走例は無く能力的に疑問視されていた。イタリアからはダービー馬のウェルノールが来日したが富士ステークスで3着に敗れ人気を落としていた。

### 出走馬と枠順
- 天候：晴れ、馬場状態：良

## 競走内容
スタートするや人気馬同士は牽制し合い、スローペースでカツラギエースが2番手に10馬身の差をつけて逃げるという展開となる。1番人気のミスターシービーはこのレースでも一番後ろにつけたが、一頭だけ馬群から大きく離れた位置取りとなり、向こう正面では先頭のカツラギエースから30馬身もの後方となった。
カツラギエースが大差をつけたまま3コーナーを回ったところから、逃げ切られる危機を察した後続の追い上げが始まる。直線坂下ではベッドタイムを先頭に後続馬群が、速度の落ちたカツラギエースを射程に入れたかに見えたが、スローで逃げてきたカツラギエースは残り2ハロンめで11秒3の二の脚を見せ、そこから差を縮めさせない。
結局、ベッドタイム、シンボリルドルフ、マジェスティーズプリンスの2着争いを尻目に、そのままカツラギエースが1馬身半差で逃げきった。終始一番うしろにいたミスターシービーは直線で4頭を抜いただけで、勝ち馬から10馬身以上遅れた10着と、初の大敗を喫した。

### 競走結果
| 着順 | 枠番 | 馬番 | 競走馬名                 | タイム | 着差      | 人気 |
| ---- | ---- | ---- | ------------------------ | ------ | --------- | ---- |
| 1    | 6    | 10   | カツラギエース           | 2:26.3 |           | 10   |
| 2    | 3    | 4    | ベッドタイム             | 2:26.5 | 1 1/2馬身 | 2    |
| 3    | 7    | 12   | シンボリルドルフ         | 2:26.5 | アタマ    | 4    |
| 4    | 5    | 7    | マジェスティーズプリンス | 2:26.5 | ハナ      | 3    |
| 5    | 4    | 6    | ウイン                   | 2:26.8 | 2馬身     | 6    |
| 6    | 5    | 8    | キーウィ                 | 2:26.9 | 1/2馬身   | 11   |
| 7    | 7    | 11   | ストロベリーロード       | 2:26.9 | クビ      | 7    |
| 8    | 8    | 14   | バウンティーホーク       | 2:27.2 | 1 3/4馬身 | 8    |
| 9    | 4    | 5    | ウェルノール             | 2:27.9 | 4馬身     | 9    |
| 10   | 1    | 1    | ミスターシービー         | 2:28.2 | 2馬身     | 1    |
| 11   | 2    | 2    | エスプリデュノール       | 2:28.7 | 3馬身     | 5    |
| 12   | 3    | 3    | カイザーシュルテン       | 2:28.8 | 1/2馬身   | 14   |
| 13   | 6    | 9    | バウンディングアウェイ   | 2:29.0 | 1 1/4馬身 | 12   |
| 14   | 8    | 13   | ダイアナソロン           | 2:29.1 | クビ      | 13   |

### 配当(払戻金)
| 単勝     | 10    | 4,060円 |
| 複勝     | 10    | 680円   |
| 複勝     | 4     | 210円   |
| 複勝     | 12    | 250円   |
| 連勝複式 | 3 - 6 | 8,110円 |

- 売得高合計10.028,233,500円

### 賞金
- 1着75,000,000円、付加賞163,800円
- 2着30,000,000円、付加賞46,800円
- 3着19,000,000円、付加賞23,400円
- 4着11,000,000円
- 5着7,500,000円